# Pandolfo Savelli

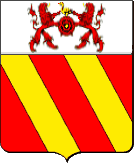
Stemma famiglia Savelli

Pandolfo Savelli (Roma, ... – Roma, 18 ottobre 1306) è stato un politico italiano, secondo signore di Albano.

## Biografia
Era un membro della famiglia Savelli, figlio di Luca Savelli e fratello di papa Onorio IV.
Ha ricoperto l'incarico di podestà di Viterbo nel 1275 ed è stato in diverse occasioni un senatore romano. Nel 1297 si sforzò invano di mediare la pace tra papa Bonifacio VIII e i Colonna.
Morì nel 1306 e fu sepolto nella chiesa di Sant'Alessio.

## Discendenza
Pandolfo sposò Isabella Colonna ed ebbero due figli:
- Giacomo (1280-1355), politico e terzo signore di Albano
- Andrea